# Redo of Healer
Redo of Healer (回復術士のやり直し 〜即死魔法とスキルコピーの超越ヒール〜?, Kaifuku jutsushi no yarinaoshi: Sokushi mahō to Sukiru Kopī no chōetsu Hīru, lett. "Il rifacimento del guaritore: Guarigione trascendente attraverso la magia dell'uccisione istantanea e la copia delle abilità"), anche conosciuta come Kaiyari (かいやり?), è una serie di light novel scritta da Rui Tsukiyo e illustrata da Shiokonbu. La serializzazione è iniziata nel dicembre 2016 sul sito web Shōsetsuka ni narō e successivamente è stata acquistata da Kadokawa Shoten, che ne ha pubblicato dieci volumi, a partire da luglio 2017, sotto l'etichetta Kadokawa Sneaker Bunko. Un adattamento manga, disegnato da Sōken Haga, viene serializzato online sul sito Young Ace Up di Kadokawa Shoten dall'ottobre 2017 ed è stato raccolto in sedici tankōbon. Un adattamento anime, prodotto dallo studio TNK, è stato trasmesso in Giappone tra il 13 gennaio e il 31 marzo 2021.

## Trama
La storia è ambientata in un mondo dark fantasy e ha come protagonista Keyaru, un giovane mago guaritore che viene chiamato ad unirsi a un gruppo di eroi per combattere il Re dei Demoni. Tuttavia la sua esperienza all'interno del gruppo si rivela tutt'altro che felice, dato che viene ripetutamente sfruttato e abusato sessualmente dai suoi compagni di squadra e finisce per condurre un'esistenza atroce e umiliante. Dopo un lungo periodo di sofferenza, sia fisica che psicologica, finisce per realizzare il proprio potenziale e prepara un piano di vendetta nei confronti delle persone che lo hanno sfruttato per i loro tornaconti personali. Quando il suo gruppo riesce finalmente a combattere contro la Regina dei Demoni, attende che i suoi compagni riescano ad indebolirla dopo una lunga battaglia, dopodiché, sfrutta l'occasione per impadronirsi della pietra filosofale che combina con i suoi poteri curativi per tornare indietro nel tempo a quattro anni prima, decidendo di rivivere tutto da capo in modo tale da vendicarsi di coloro che lo hanno sfruttato e allo stesso tempo desidera abbattere l'impero corrotto.

## Personaggi

Keyaru, Setsuna e Freia nell'anime

Keyaru (ケヤル?) / Keyarga (ケヤルガ?, Keyaruga) / Keara (ケアーラ?, Keāra)
Doppiato da: Yūya Hozumi (Keyaru/Keyarga), Yōko Hikasa (Keara)
L'eroe guaritore nonché il protagonista della serie. Una volta raggiunta la maturità, è stato benedetto con il potere della guarigione, che per l'appunto gli consente di guarire se stesso e le altre persone. Un giorno è stato convocato per salvare il mondo dai demoni assieme a un gruppo di eroi, tuttavia ha trascorso quattro anni di abusi fisici, mentali e sessuali per mano dei suoi stessi alleati, facendogli capire quanto fosse corrotto il Regno di Jioral. Nel bel mezzo della battaglia con la Regina dei Demoni, Eve, Keyaru riesce a resistere ai suoi attacchi dopo aver compreso la vera natura del suo potere e ottiene la pietra filosofale. Invece di consegnarla a Flare, come da sue istruzioni, usa l'oggetto per viaggiare indietro nel tempo, dimostrandosi in grado di recuperare i suoi ricordi della linea temporale originale, per vendicarsi di coloro che lo hanno torturato e abbattere Jioral. In questo lasso tempo decide di cambiare il suo aspetto fisico e assumere il nome di Keyarga. La sua sete di vendetta e la personalità prevalentemente psicopatica, acquisita per via delle numerose torture subite, lo rendono un antieroe a tutti gli effetti, sebbene abbia un lato premuroso come dimostra in alcune occasioni.
Flare Arlgrande Jioral (フレア・アールグランデ・ジオラル?, Furea Ārugurande Jioraru) / Freia (フレイア?, Fureia)
Doppiata da: Ayano Shibuya
L'Eroina della Magia e la prima principessa del Regno di Jioral. Flare è la principale fonte della sofferenza di Keyaru, che lei vede semplicemente come un portabagagli, e finisce addirittura per drogarlo in modo che possa rispondere sempre ai suoi ordini. In generale, considerava i maghi guaritori come la classe più infima del mondo magico fino a quando Keyaru non le ha dimostrato il contrario, riuscendo ad appropriarsi della pietra filosofale. Nella linea temporale alternativa, quando Flare rimane priva di difese, Keyaru la tortura, prende i suoi poteri, cancella e altera i suoi ricordi e il suo aspetto per farla diventare la sua compagna e amante con il nome di Freia. In seguito inganna il Regno di Jioral facendogli credere che Flare sia morta. Nei panni di Freia, il suo carattere muta in maniera considerevole, dato che diventa adorabile, gentile e obbediente ad ogni comando o richiesta impartitole da Keyarga. È una delle più strette alleate di Keyarga.
Setsuna (セツナ?)
Doppiata da: Shizuka Ishigami
Una schiava semiumana che Keyaru acquista da un mercante e recluta nel suo gruppo. Nonostante sia stata vittima di una malattia che ha indebolito il suo corpo, il suo odio profondo le ha permesso di resistere a differenza di molti altri della sua specie; in seguito Keyaru riuscirà a guarirla, facendola tornare in forze. Setsuna proviene dal clan dei lupi dei ghiacci, il quale è stato cacciato più volte dagli esseri umani con lo scopo di rivenderne i membri come schiavi, rendendo di conseguenza una farsa l'uguaglianza di cui il Regno di Jioral vanta con i suoi cittadini. Mentre Keyarga le offre la possibilità di vendicare la sua tribù, lei gli rivela il suo vero nome per ricevere più potere da Keyarga, permettendogli di controllarla a suo piacimento. In seguito, Setsuna si affeziona sessualmente a Keyarga e spesso compete con Freia per i suoi affetti. Similmente a Freia, anche lei è una delle compagne più vicine a Keyarga, dato che lo sostiene in ogni occasione.
Eve Reese (イヴ・リース?, Ibu Rīsu)
Doppiata da: Natsumi Takamori
Una demone della Tribù delle Ali Nere che fa parte dei candidati a diventare la Regina dei Demoni. Nella linea temporale precedente è diventata la Regina dei Demoni e ha combattuto contro Keyaru, e al termine dello scontro lo ha implorato in lacrime di risparmiarla e gli ha concesso la pietra filosofale, portando Keyaru a voler scoprire cosa stava cercando di proteggere veramente. Il suo obietto è uccidere l'attuale Re dei Demoni per aver tentato di sterminare i suoi fratelli. Quando completa le prove di Caladrius, il leggendario uccello divino in grado di creare e curare le malattie, i suoi capelli cambiano colore da nero ad argento. Nella linea temporale alternativa, diventa un membro del gruppo di Keyarga. A differenza delle altre ragazze, non si sente del tutto a suo agio nel fare sesso con Keyarga.
Norn Clatalissa Jioral (ノルン・クラタリッサ・ジオラル?, Norun Kuratarissa Jioraru) / Ellen (エレン?, Eren)
Doppiata da: Minami Tsuda
La seconda principessa del Regno di Jioral e sorella minore di Flare. Le due sorelle hanno avuto un rapporto stretto fino a quando Flare non è riuscita a diventare più nota di lei, in quanto ha risvegliato i suoi poteri di Eroina della Magia e ciò ha finito per sminuire Norn. Rispetto a sua sorella maggiore, Norn gestisce il suo regno in modo sadico e manipolativo e mira a scacciare Flare dal trono. Dopo l'apparente omicidio di Flare, Norn intende ottenere l'aiuto dai regni vicini sterminando tutti i demoni innocenti, e in questo frangente i soldati uccidono un amico mercante che Keyarga aveva conosciuto da poco. È la prima a scoprire che Flare è ancora viva ed è l'unica persona ad esserne a conoscenza oltre a Keyarga. Quest'ultimo e Freia riescono successivamente a sventare i suoi piani di oppressione e la fanno prigioniera. Come già fatto con Flare, Keyarga cancella e altera i ricordi e l'aspetto di Norn per farla diventare la sua sorellina di nome Ellen. Nei panni di Ellen, ha un complesso per il fratello maggiore e vede Freia come una "sorella maggiore". Inoltre è anche una compagna molto intima di Keyarga, proprio come Freia e Setsuna.
Kureha Clyret (クレハ・クライレット?, Kureha Kurairetto)
Doppiata da: Natsuki Aikawa
Una donna cavaliere del Regno di Jioral, rinomata come la dea della spada. Kureha deve a Keyaru la sua gratitudine per averle fatto ricrescere il suo braccio amputato durante il loro primo incontro. Inizialmente si oppone al gruppo di Keyaru dopo aver creduto che erano stati loro ad attaccare i soldati di Jioral che stavano cercando di proteggere il villaggio di Setsuna, non rendendosi conto che in realtà erano stati proprio i militari a minacciare gli abitanti del villaggio. Dopo aver chiarito le cose ed aver appreso delle atrocità commesse dal suo regno da Freia (sotto le sembianze di Flare), diventa un'alleata obbediente di Keyaru, con cui farà sesso, complice anche un afrodisiaco a cui è stata esposta. Nel corso della storia funge più volte da informatrice, svelando in anticipo le mosse del Regno di Jioral, permettendo così a Keyaru di comportarsi di conseguenza. Il suo costante flirt con il ragazzo finisce per rendere gelose le altre ragazze del gruppo.
Bullet (ブレット?, Buretto)
Doppiato da: Tetsu Inada
L'Eroe del Fucile. Ha un'attrazione sessuale ossessiva per i ragazzi e nella linea temporale originale finisce per prendere di mira Keyaru, arrivando al punto di violentarlo e massacrarlo. Nella linea temporale alternativa, Keyarga decide di vendicarsi di lui ma non lo fa entrare nel suo gruppo in quanto preferisce avere esclusivamente femmine come compagne di viaggio. Nella linea temporale precedente, Bullet, aveva un ruolo margianle, nella nuova, subisce notevoli cambiamenti. Riesce a essere a un passo avanti a Keyarga, manipolando e usando gli altre come pedine per avvicinarsi a lui. Bullet si dimostra qui uno stregone oscuro, dotato di strani e sinistri poteri. E' maniaco, sadico e pedofilo. Brama di volere possedere carnalmente Keyarga, di cui dichiara di provarne un folle amore distorto e malato. Crea artificialmente dei ragazzini che usa come pedine da mandare in battaglia o da usare per i suoi piaceri sessuali, anche se su sua stessa ammissione non sono come Keyarga. Bullet sembra avere dei legami con le Forze Oscure che vogliono distruggere, sia il mondo umano che demoniaco, a prova di questo egli si è trasformato in una creatura oscura e apparentemente immortale. E' riuscito ad impadronirsi della pietra filosofale e intende usarla per realizzare i suoi piani. Rimane sorpreso del profondo odio che Keyarga prova per lui, nonostante sia la prima volta che lo vede, e intuisce che sia successo qualcosa di superiore (quando Keyarga ha usato la pietra filosofale per riavvolgere il tempo del mondo).
Blade (ブレイド?, Bureido)
Doppiata da: Mami Fujita
L'Eroina della Spada affiliata al Regno di Jioral. Ha un'intensa infatuazione omosessuale che la spinge a violentare a morte ragazze ideali. Nella linea temporale precedente, Blade tormentava e picchiava Keyaru ogni notte per aver "toccato" Flare e lo utilizzava come mezzo per sfogare la sua frustrazione. Sebbene sia una delle persone che lo hanno torturato, Keyarga non cancella e altera i suoi ricordi e il suo aspetto come ha fatto con Flare e Norn, ma bensì lascia che venga uccisa da alcuni uomini sottoposti al lavaggio del cervello.
Anna (アンナ?)
Doppiata da: Asuka Nishi
Un abitante del villaggio di Keyaru che fornisce a quest'ultimo cibo e riparo dopo la morte dei suoi genitori. Incoraggia Keyaru a seguire la sua convinzione di cambiare il mondo in meglio e si prende cura di lui come se fosse suo figlio, mentre lui la riconosce come il suo primo amore. Anna è una giovane donna di statura media con capelli castano chiaro lunghi fino alla vita. Successivamente si scopre che Leonard l'aveva violentata e distrutto la sua casa, cosa che fa infuriare Keyarga. Muore a seguito di vari traumi prima che lui possa salvarla, dando un motivo in più al ragazzo di vendicarsi del Regno di Jioral. Prima di morire Anna vede Keyaru che corre in suo aiuto per poi infine sorridere. Nel manga Anna viene violentata da Leonard davanti ai suoi uomini mentre il villaggio brucia. Si suicida per il trauma, mordendosi la lingua. Nella novel, abbandonata nel villaggio ormai distrutto, Anna per il trauma s'impicca.
Leonard (レナード?, Renādo)
Doppiato da: Yasuaki Takumi (ver. uomo), Eri Akiyama (ver. donna)
Il comandante della guardia imperiale del Regno di Jioral che manca di ogni senso di compassione, tanto che picchia Keyaru imprigionato anche se non ha fatto nulla di male. Nella linea temporale alternativa, Keyaru altera il suo volto per farlo assomigliare al suo e per indurre Flare ad arrestarlo, dopodiché lo fa incolpare per l'apparente omicidio della principessa. Dopo che Proum ha appreso dell'accaduto, lo fa liberare e lo invia in missione per trovare Keyaru, che ormai ha cambiato il suo nome in Keyarga. Dopo aver violentato e ucciso Anna, Keyarga si vendica di lui trasformandolo in una donna, facendolo violentare a morte dalle sue truppe sottoposte al lavaggio del cervello, dopodiché il ragazzo lascia che tutti quanti muoiano all'interno di un edificio in fiamme.
Ledra Goldman (レドラ・ゴルドマン?, Redora Gorudoman)
Doppiato da: Naomi Kasumi
Un mercante della città di Lanaritta. Si mette in affari con Keyarga dopo che quest'ultimo gli ha proposto di vendergli una medicina per eliminare una malattia della città. In seguito accetterà di prendersi cura di un giovane ragazzo tratto in salvo da Keyarga dall'esecuzione pubblica di alcuni abitanti del villaggio in cui viveva un tempo. Il suo vero nome è Quinta (クインタ?, Kuinta).
Karman (カルマン?, Karuman)
Doppiato da: Reiou Tsuchida
Un mercante proprietario di un negozio nella città di Branicca con cui Keyaru stringe uno stretto legame di amicizia. Successivamente viene ucciso dall'esercito di Norn, il che diventa un'altra delle cause scatenanti che porteranno Keyarga a giurare ulteriormente vendetta nei confronti di Norn.
Trist Organ (トリスト・オルガン?, Torisuto Orugan)
Doppiato da: Ryōtarō Okiayu
Un cavaliere del Regno di Jioral e uno dei tre campioni della sua nazione. La sua capacità di rilevamento è talmente eccelsa che gli è valso il soprannome di "Occhio di Falco". Accompagna Norn durante il suo attacco a Branicca e qui finisce per combattere contro Keyarga, ma perde lo scontro e viene ucciso prima che le sue abilità possano essere copiate. Nel manga riconosce il valore di guerriero di Keyarga complimentandosi con lui, per essere riuscito a sconfiggerlo.
Proum Jioral (プローム・ジオラル?, Purōmu Jioraru)
Doppiato da: Takaya Hashi
Il re del Regno di Jioral, il padre "biologico" di Flare e Norn e il principale antagonista della prima parte della serie. Invia Leonard e successivamente Bullet a dare la caccia a Keyarga per aver devastato il suo regno e per vendicare la morte delle sue figlie, senza rendersi conto che queste sono ancora vive. Si scoprirà successivamente che Proum non è veramente un umano. Sembra avere fatto un patto con una misteriosa donna demoniaca che donandogli un parassita gli ha conferito enormi poteri, rendendolo immortale. Keyarga con l'aiuto delle sue compagne, usando i suoi nuovi poteri di guarigione riesce a fare ritornare Proum di nuovo umano. Catturato viene messo su un palco davanti al popolo. Freia sotto il suo aspetto da Flare, dichiara la fine della tirannia di Proum. Con delle droghe sparse da Keyarga nel pubblico, aumenta la rabbia della popolazione per le crudeltà perpetuate da Proum, urlando che sia messo a morte. Terrorrizzato, Proum implora l'aiuto della figlia, ma lei non lo riconosce, lasciandosi molestare sotto i suoi occhi da Keyarga che si vendica del re. Prendendo il pugnale datogli da Keyarga, Freia colpisce Proum facendolo cadere tra la folla che infine lo dilania.
Donna Demoniaca.
Misteriosa donna demone che si è mostrata attualmente in una scena mentre dona un parassita oscuro al re di Jioral per renderlo immortale. Sembra essere lei la vera responsabile della rovina che sta affligendo i regni. Sembra avere anche dei collegamenti con Bullet, poiché anche lui ha subito la medesima trasformazione del Re.

## Media

### Light novel
La serie è stata pubblicata per la prima volta online nel dicembre 2016 sul sito di romanzi amatoriali Shōsetsuka ni narō dall'autore Rui Tsukiyo. Successivamente l'opera è stata acquistata da Kadokawa Shoten, che ha pubblicato il primo volume come light novel, con illustrazioni di Shiokonbu, sotto l'etichetta Kadokawa Sneaker Bunko il 1º luglio 2017. Al 29 marzo 2024 i volumi totali ammontano a 10.
| Nº | Data di prima pubblicazione | Data di prima pubblicazione | Data di prima pubblicazione |
| Nº | Giapponese                  | Giapponese                  |                             |
| -- | --------------------------- | --------------------------- | --------------------------- |
| 1  | 1º luglio 2017              | ISBN 978-4-04-105680-6      |                             |
| 2  | 1º dicembre 2017            | ISBN 978-4-04-105681-3      |                             |
| 3  | 1º aprile 2018              | ISBN 978-4-04-106524-2      |                             |
| 4  | 1º settembre 2018           | ISBN 978-4-04-106521-1      |                             |
| 5  | 1º febbraio 2019            | ISBN 978-4-04-107559-3      |                             |
| 6  | 1º luglio 2019              | ISBN 978-4-04-107560-9      |                             |
| 7  | 1º dicembre 2019            | ISBN 978-4-04-107561-6      |                             |
| 8  | 1º luglio 2020              | ISBN 978-4-04-109658-1      |                             |
| 9  | 26 dicembre 2020            | ISBN 978-4-04-109662-8      |                             |
| 10 | 29 marzo 2024               | ISBN 978-4-04-109663-5      |                             |

### Manga
Un adattamento manga disegnato da Sōken Haga ha iniziato la serializzazione sul sito web Young Ace Up di Kadokawa Shoten il 24 ottobre 2017. I capitoli vengono raccolti in volumi tankōbon a partire dal 31 marzo 2018. Al 10 gennaio 2025 i volumi totali ammontano a 16.
In Italia la serie è edita da Magic Press che la pubblica dal 13 maggio 2021. La traduzione dei testi è curata da Mattia Soave.
| Nº | Data di prima pubblicazione | Data di prima pubblicazione | Data di prima pubblicazione | Data di prima pubblicazione |
| Nº | Giapponese                  | Giapponese                  | Italiano                    | Italiano                    |
| -- | --------------------------- | --------------------------- | --------------------------- | --------------------------- |
| 1  | 31 marzo 2018               | ISBN 978-4-04-106838-0      | 13 maggio 2021              | ISBN 978-88-6913-737-2      |
| 2  | 4 settembre 2018            | ISBN 978-4-04-107292-9      | 8 luglio 2021               | ISBN 978-88-6913-747-1      |
| 3  | 4 febbraio 2019             | ISBN 978-4-04-107730-6      | 9 settembre 2021            | ISBN 978-88-6913-769-3      |
| 4  | 4 luglio 2019               | ISBN 978-4-04-108358-1      | 11 novembre 2021            | ISBN 978-88-6913-788-4      |
| 5  | 3 dicembre 2019             | ISBN 978-4-04-108359-8      | 13 gennaio 2022             | ISBN 978-88-6913-798-3      |
| 6  | 2 maggio 2020               | ISBN 978-4-04-109347-4      | 10 marzo 2022               | ISBN 978-88-6913-815-7      |
| 7  | 10 ottobre 2020             | ISBN 978-4-04-109350-4      | 30 maggio 2022              | ISBN 978-88-6913-829-4      |
| 8  | 10 febbraio 2021            | ISBN 978-4-04-109350-4      | 14 luglio 2022              | ISBN 978-88-6913-851-5      |
| 9  | 10 agosto 2021              | ISBN 978-4-04-111575-6      | 8 settembre 2022            | ISBN 978-88-6913-867-6      |
| 10 | 10 febbraio 2022            | ISBN 978-4-04-111579-4      | 16 febbraio 2023            | ISBN 978-88-6913-915-4      |
| 11 | 10 agosto 2022              | ISBN 978-4-04-112627-1      | 6 aprile 2023               | ISBN 978-88-6913-932-1      |
| 12 | 10 febbraio 2023            | ISBN 978-4-04-113257-9      | 1º febbraio 2024            | ISBN 978-88-6913-991-8      |
| 13 | 10 agosto 2023              | ISBN 978-4-04-113906-6      | 4 aprile 2024               | ISBN 978-88-6913-239-1      |
| 14 | 9 febbraio 2024             | ISBN 978-4-04-114516-6      | 31 ottobre 2024             | ISBN 979-12-56720-41-5      |
| 15 | 9 agosto 2024               | ISBN 978-4-04-115171-6      | 27 marzo 2025               | ISBN 979-12-56720-76-7      |
| 16 | 10 gennaio 2025             | ISBN 978-4-04-115684-1      | —                           | —                           |

Una serie spin-off dal titolo Kaifuku jutsushi no omotenashi (回復術士のおもてなし? lett. "L'ospitalità del guaritore") è stato serializzato su Young Ace dal 18 gennaio 2021 al 23 maggio 2022. I capitoli sono stati raccolti in 2 volumi tankōbon pubblicati dal 10 agosto 2021 al 10 agosto 2022.
| Nº | Data di prima pubblicazione | Data di prima pubblicazione | Data di prima pubblicazione |
| Nº | Giapponese                  | Giapponese                  |                             |
| -- | --------------------------- | --------------------------- | --------------------------- |
| 1  | 10 agosto 2021              | ISBN 978-4-04-111578-7      |                             |
| 2  | 10 agosto 2022              | ISBN 978-4-04-112115-3      |                             |

### Anime
Un adattamento anime è stato annunciato da Kadokawa nel novembre 2019. La serie è stata animata dallo studio TNK e diretta da Takuya Asaoka, con Kazuyuki Fudeyasu che si è occupato della sceneggiatura e Junji Goto del character design. L'anime, composto da 12 episodi, è stato trasmesso in Giappone dal 13 gennaio al 31 marzo 2021 su Tokyo MX, KBS, AT-X, SUN e BS11. La sigla d'apertura è Zankoku na yume to nemure (残酷な夢と眠れ? lett. "Sogni crudeli e sonno") di Minami Kuribayashi mentre quella di chiusura è Yume de sekai o kaeru nara (夢で世界を変える なら? lett. "Se puoi cambiare il mondo in un sogno") delle ARCANA PROJECT.
Esistono tre diverse versioni della serie: una versione televisiva censurata, una versione denominata "Redo" esclusiva per le piattaforme di streaming e una versione chiamata "Complete Recovery" che è integrale. Tutti i canali TV in chiaro hanno mandato in onda la versione televisiva censurata mentre su AT-X è stata trasmessa la versione "Complete Recovery". L'account Twitter ufficiale dell'anime ha emesso un avviso riguardo ai contenuti espliciti in esso presenti.
Al termine della trasmissione della serie, Rui Tsukiyo ha affermato che una seconda stagione era stata presa in considerazione ma non era stata confermata.

#### Episodi
| Nº | Titolo italiano (traduzione letterale) Giapponese 「Kanji」 - Rōmaji | In onda          | In onda |
| Nº | Titolo italiano (traduzione letterale) Giapponese 「Kanji」 - Rōmaji | Giapponese       |         |
| 1  | Il guaritore ricomincia da capo! 「回復術士は、やり直す！」 - Kaifuku jutsushi wa, yarinaosu! | 13 gennaio 2021  |         |
| 1  | Un ragazzo di nome Keyaru fa un sogno ricorrente in cui lotta contro la Regina dei Demoni e sente una voce nella testa. Poco dopo arriva Anna, la sua nutrice, che gli ricorda che presto sarà un adulto e potrà diventare un eroe. Mentre sta raccogliendo delle mele, Keyaru sente la voce di prima e si reca in una foresta, dove incontra lo spirito delle stelle, che gli da il potere di vedere le statistiche altrui. Ricorda così della sua vita precedente, dove era un mago guaritore per il Regno di Jioral, dove il suo potere veniva sfruttato per il tornaconto personale di un gruppo di eroi che abusava di lui, facendolo diventare un tossico-dipendente. Un giorno, il gruppo di eroi affrontò la Regina dei Demoni, e durante lo scontro, Keyaru riuscì ad appropriarsi della pietra filosofale che utilizzò per tornare indietro nel tempo a quattro anni prima per vendicarsi dei suoi aggressori. Nel presente, Keyaru intende sfruttare questa occasione per vendicarsi della principessa Flare, principale fonte delle sue sofferenze. Tempo dopo, Keyaru diventa un guaritore e cerca di diventare immune alle droghe, dopodiché Flare giunge ad Alban e lo porta da suo padre, Proum, re di Jioral. Per mettere in atto il suo piano, il ragazzo decide di aspettare che Proum parta per un viaggio e fa sesso con le cameriere della casa reale per rubare la loro esperienza. In seguito rigenera il braccio amputato della spadaccina Kureha e finge di svenire, quindi Flare ordina al mago di corte di ottenere il controllo del ragazzo in qualsiasi modo, mentre Keyaru inizia a pianificare la sua vendetta.            |                  |         |
| 2  | Il guaritore profana la principessa Flare! 「回復術士は、フレア王女を壊す！」 - Kaifuku jutsushi wa, Furea ōjo o kowasu! | 20 gennaio 2021  |         |
| 2  | Dopo aver finto di aver paura di vedere i ricordi dolorosi delle persone che guarisce, Keyaru giura di non utilizzare più i suoi poteri, portando Flare a farlo imprigionare e renderlo dipendente dalla droga. Durante la sua permanenza nelle segrete, viene anche violentato, poi Flare lo costringe a curare i guerrieri feriti, e il ragazzo ne approfitta per copiare le loro abilità magiche. 6 mesi dopo, Keyaru diventa immune alle droghe e scopre in seguito che Proum è andato in un altro Paese, quindi utilizza l'alchimia per fuggire. Apparentemente Keyaru viene catturato e Leonard, il comandante della guardia imperiale, chiede un'udienza privata a Flare e una volta nei suoi alloggi, viene rivelato che in realtà Keyaru ha scambiato le sue sembianze con quelle di Leonard. Dopo aver ucciso le sue guardie del corpo, Keyaru blocca la magia di Flare, rendendola indifesa e incapace di muoversi, quindi le rompe e cura ripetutamente le dita, la violenta e altera il suo aspetto e la sua memoria. In seguito, usa un cadavere per farlo somigliare a Flare, facendo ricadere la colpa su Leonard e inducendo il regno a credere che la principessa sia morta. Keyaru fugge con Flare e decide di prendere di mira i suoi altri aggressori, Bullet e Blade, prima di cercare la Regina dei Demoni in modo da capire cosa stava proteggendo. Dato che Flare soffre di amnesia, Keyaru la rinomina Freia, convincendola di essere la sua serva e amante, poi i due fanno sesso e il ragazzo decide di cambiare il suo nome in Keyarga. Alla fine, nonostante Freia non riesca a ricordare il suo passato, gli giura fedeltà. |                  |         |
| 3  | Il guaritore acquista una schiava! 「回復術士は、奴隷を買う！」 - Kaifuku jutsushi wa, dorei o kau! | 27 gennaio 2021  |         |
| 3  | Keyarga decide di lasciare la capitale reale insieme a Freia ma i due scoprono che Norn, la sorella minore di Flare nonché l'unica ad aver scoperto che aveva recuperato il senno nella sua vita precedente, sta per tornare in città e intende evitarla. Keyarga fa un incubo riguardante il suo passato e viene mostrato che ogni notte veniva umiliato e sfruttato come schiavo sessuale da Flare, picchiato da Blade e violentato da Bullet. Dopo essersi risvegliato, il ragazzo intende vendicarsi anche di Blade e Bullet per le loro azioni sconsiderate nei suoi confronti. Il giorno dopo, Keyarga e Freia arrivano a Lanaritta, una città senza legge dominata da criminali che depredano i poveri, e qui Keyarga, grazie al suo occhio, scopre che l'acqua della città è contaminata e sta facendo ammalare chiunque la beva. In seguito, Keyarga usa i suoi anticorpi per creare una pozione come medicina che vende a un mercante, stringendo così un accordo per avere metà dei profitti. Successivamente visita un commerciante di schiavi e compra una semiumana femmina del clan dei lupi dei ghiacci, notando che il suo odio l'ha fatta sopravvivere a una malattia ed è curioso di vedere cosa accadrà una volta che sarà riuscita a vendicarsi delle persone che odia. |                  |         |
| 4  | Il guaritore ottiene Setsuna! 「回復術士は、セツナを手に入れる！」 - Kaifuku jutsushi wa, Setsuna o te ni ireru! | 3 febbraio 2021  |         |
| 4  | Prima di andarsene, il commerciante di schiavi informa Keyarga che in futuro venderà altri membri del clan dei lupi dei ghiacci. Alla sera, Keyarga vede nei ricordi di Setsuna che alcuni suoi simili sono stati uccisi dai mercenari mentre lei è stata resa schiava. Grazie ai ricordi di Leonard, Keyarga capisce che i responsabili sono gli uomini dell'esercito di Jioral e che Setsuna intende vendicarsi, così decide di curarla. Concluso un affare con il mercante Ledra Goldman, Keyarga sveglia Setsuna che si mostra riconoscente per averla salvata e gli spiega che vuole salvare la sua gente, poi tenta di ucciderlo. Dopo essere stata fermata, Keyarga le propone di farla diventare più forte e di vendicarsi in cambio del suo vero nome, che gli permetterà di essere la sua schiava a vita, e lei accetta, perciò fanno sesso per aumentare la forza di lei. Durante la notte, il trio si dirige al villaggio di Setsuna, dove trovano i soldati di Jioral che torturano i prigionieri. Keyarga si traveste da Eroe della Spada e li uccide mentre Freia gli fornisce fuoco di copertura, poi Setsuna si vendica uccidendo il soldato che l'ha resa schiava. Più tardi, Keyarga mostra a Setsuna che i lupi dei ghiacci hanno avvelenato l'acqua di Lanaritta e le chiede se preferisca potenziare il veleno oppure sostituirlo con la medicina e lei sceglie quest'ultima, poi i due fanno sesso e lei gli rivela il suo vero nome. Intanto a Jioral, Proum ordina a Leonard (che adesso ha il volto di Keyarga) di catturare quello vero e Norn assiste alla scena.                                                              |                  |         |
| 5  | Il guaritore trova un nuovo giocattolo! 「回復術士は、新しいおもちゃを見つける！」 - Kaifuku jutsushi wa, atarashii omocha o mitsukeru! | 10 febbraio 2021 |         |
| 5  | Kureha sente due soldati che parlano di un eroe che ha utilizzato la sua tecnica contro alcuni loro colleghi a Lanaritta. Altrove, Keyarga fa sesso con Setsuna e Freia, poi tornano a Lanaritta e un uomo vuole comprare Setsuna, ma lei e Keyarga lo fermano e scoprono che è un disertore sopravvissuto all'attacco del clan di Setsuna. Dopo che Keyarga gli ha rubato lo stemma, Setsuna lo uccide, poi vanno da Quinta, il vero nome di Ledra Goldman, che tenta di costringerli a dargli la ricetta della medicina, e Keyarga gliene dà una incompleta e intasca i soldi, spiegando alle sue compagne che la malattia sparirà da sé. Arriva Kureha, che convinta che sia stato Keyarga ad attaccare il villaggio del lupi di ghiaccio, ingaggia un duello con quest'ultimo e Freia viene sconfitta. Grazie a una strategia, Keyarga riesce a tagliarle un braccio, poi glielo rigenera e le fa vedere nella sua mente le atrocità dei soldati di Jioral al villaggio di Setsuna, poi lei sviene. Una volta svegliatasi, Keyarga le rivela di essere Keyaru mentre Freia, nei panni di Flare, le dice che hanno unito le forze per smascherare i piani malvagi di Jioral e che ha finto la sua morte per depistare Leonard, che aveva capito tutto. Dopo averle fatto capire che stava dalla parte sbagliata, Kureha decide di aiutarli e fa sesso con Keyarga e nel mentre Leonard è in viaggio per stanarli. |                  |         |
| 6  | Il guaritore versa sangue e lacrime! 「回復術士は、血と涙を流す！」 - Kaifuku jutsushi wa, chi to namida o nagasu! | 17 febbraio 2021 |         |
| 6  | Mentre il gruppo sta pranzando, scopre che l'esercito imperiale di Jioral ha reso schiavi gli abitanti del villaggio di Keyarga. Dato che i soldati intendono usarli come esca, Keyarga invia Kureha a indagare, poi Leonard conferma la sua volontà di ucciderlo. Keyarga assume le sembianze di Muruta, il soldato disertore che voleva comprare Setsuna, e avvicina Marlet, un altro soldato, e gli da un messaggio da consegnare a Leonard e scopre che questi ha violentato Anna. Giunta la sera, Keyarga, con l'aspetto di Muruta, incontra Leonard e i suoi uomini, poi riassume il suo volto e gli altri rimangono paralizzati. Dopo aver visto nei ricordi di Leonard che ha violentato Anna, Keyarga lo trasforma in una donna e lo fa stuprare dai suoi uomini, quindi li uccide dando fuoco all'edificio. Keyarga trova Anna e cerca di curarla, ma lei muore per le ferite riportate, quindi il ragazzo fa sesso con Freia e Setsuna per consolarsi. Mentre Norn rivela di essere stata lei a lanciare le accuse contro Keyarga, Kureha va da quest'ultimo per informarlo che gli abitanti del villaggio saranno giustiziati pubblicamente e gli dice che Norn è tornata dall'estero. Keyarga ricorda che Norn era stata l'unica a capire che aveva recuperato la sanità mentale nella sua vita precedente e la teme per la sua astuzia. Alla fine, Keyarga si reca al Colosseo per fermare l'esecuzione pubblica e salvare gli abitanti del villaggio. |                  |         |
| 7  | Il guaritore fa giustizia! 「回復術士は、正義を執行する！」 - Kaifuku jutsushi wa, seigi o shikkō suru! | 24 febbraio 2021 |         |
| 7  | Uscito allo scoperto, Keyaru inizia a massacrare i soldati e non si ferma nemmeno quando iniziano a uccidere gli abitanti del villaggio. Così i soldati fanno innalzare una barriera magica per prosciugare le sue forze, ma Freia inverte l'effetto, poi il curatore scopre che gli abitanti sono stati avvelenati in precedenza e quindi erano già destinati a morire. Freia, nei panni di Flare, appare tramite un ologramma e rivela che il Regno di Jioral è corrotto, portando così il pubblico a rivoltarsi e uccidere i soldati. Nel mezzo della rivolta, Keyarga porta via un ragazzo, l'unico che ha potuto salvare tra gli abitanti, e lo affida alle cure del mercante Quinta. Kureha lascia il gruppo per continuare a spiare il regno e avverte Keyarga che Norn e il suo esercito sono diretti verso la città di Branicca, luogo che Norn non aveva avuto bisogno di visitare nella sua precedente vita. In tutti i casi, Keyarga intende andare a Branicca perché vuole incontrare nuovamente la Regina dei Demoni e nel frattempo Norn ha scoperto che Flare è ancora viva e sta collaborando con lui. Lungo la strada, il trio si accampa e Keyarga fa sesso con Freia e Setsuna, dopodiché Freia afferma che ucciderà chiunque si metta sulla sua strada, facendo capire al ragazzo che aldilà della sua devozione per lui, la sua personalità non è molto diversa da quella di Flare. |                  |         |
| 8  | Il guaritore incontra la Regina dei Demoni! 「回復術士は、魔王と出会う！」 - Kaifuku jutsushi wa, maō to deau! | 3 marzo 2021     |         |
| 8  | Una ragazza dai capelli corvini si nasconde in un edificio abbandonato e piange dopo aver assorbito una sfera rossa nelle sue ali. Keyarga vuole trovare uno scettro in grado di resistere alla magia di Freia e una delle Armi Divine, le armi più forti che solo gli eroi possono controllare. L'indomani, il gruppo arriva a Branicca, città dove gli umani e esseri magici vivono in armonia, ed entrano in un ristorante dove incontrano Eve Reese, la Regina dei Demoni che Keyarga aveva sconfitto nella sua prima vita, e scopre che è meno forte e che i suoi capelli sono neri anziché argentati, capendo che non è ancora diventata regina. A tavola, Keyarga scopre che Eve è un membro della Tribù delle Ali Nere, che l'attuale Re dei Demoni vuole sterminare, poi alcuni cacciatori di taglie provano a catturare Eve e lei viene colpita da un dardo paralizzante, ma il gruppo di Keyarga la salva e la guarisce. Dopo essersi nascosti, Keyarga spiega ad Eve che la incontrerà nel futuro dove diventerà Regina dei Demoni, poi si offre di proteggerla finché non riuscirà nell'impresa, però lei non gli crede ma accetta di restare nel gruppo. Durante la notte, Eve si sveglia e rimane imbarazzata nel vedere Keyarga che fa sesso con Freia e Setsuna, poi il ragazzo la invita a unirsi a loro e la prende in giro per dimostrare di essere un'adulta. |                  |         |
| 9  | Il guaritore si vendica per il pasto! 「回復術士は、食べ物の恨みを晴らす！」 - Kaifuku jutsushi wa, tabemono no urami o harasu! | 10 marzo 2021    |         |
| 9  | Eve rifiuta l'offerta di Keyarga e il giorno dopo questi le dice che una volta diventata la Regina dei Demoni vuole la pietra filosofale e che lei assicuri la pace tra umani e demoni. Mentre discute delle loro capacità di combattimento, Eve spiega che può evocare Caladrius, il leggendario uccello divino in grado di creare e curare le malattie, ma che per controllarlo deve affrontare diverse prove, tra cui viaggiare per il mondo. Keyarga cambia sembianze e esplora la città per ottenere informazioni, ma un cacciatore di taglie lo riconosce per il suo odore, e così lo uccide, poi torna alla locanda e fa sesso con Freia e Setsuna. Imbarazzata, Eve lascia la stanza, ma ascoltando ciò che sta succedendo si eccita e si masturba. Più tardi, Keyarga e Setsuna rintracciano i cacciatori di taglie e li attaccano, dopodiché, per vendicarsi per aver distrutto il ristorante, li lasciano in una fossa di ghiaccio dove vengono divorati da una bestia. Tornati indietro, Keyarga dice ad Eve che presto si abituerà al loro stile di vita e che non farà più caso a quando fanno sesso. Il giorno dopo, Freia compra uno scettro magico e Keyarga lo migliora, poi fa lo stesso con altri scettri del negozio e il proprietario gli restituisce parte del denaro e gli regala una spada di mithril. Alla fine, Keyarga scopre che Norn, l'Ordine della Lancia Sacra e Blade sono arrivati a Branicca. |                  |         |
| 10 | Il guaritore diventa un bellissimo fiore! 「回復術士は、可憐な一輪の花になる！」 - Kaifuku jutsushi wa, karen na ichirin no hana ni naru! | 17 marzo 2021    |         |
| 10 | Keyarga si ritira quando nota che Norn e Blade sono accompagnate da un potente cavaliere noto come Occhio di Falco. L'esercito continua la sua spedizione e durante la notte Blade violenta e tortura una ragazza. Il giorno dopo, Keyarga vende delle pozioni al mercante Karman, che lo informa della ragazza violentata da Blade. Dopo aver fatto sesso con Freia e Setsuna, Keyarga decide di usare se stesso come esca per attirare Blade e si trasforma in una ragazza di nome Keara. In seguito Keara sconfigge alcuni malviventi e si reca in un locale dove incontra Blade che le offre da bere, poi questa le fa assumere un sonnifero e Keara finge di svenire. Mentre Blade la porta nel suo alloggio, il padre della ragazza violentata la attacca, costringendo Keara a farlo svenire per salvargli la vita e poi affronta Blade. Tuttavia Ragnarok, la spada di Blade, aumenta le sue statistiche e perciò Keara viene battuta e più tardi si sveglia legata al letto di Blade. Blade si prepara a violentarla ma rimane inorridita nello scoprire che Keara ha un pene, così Keara si libera e accoltella Blade con un pugnale avvelenato. Blade tenta di prendere Ragnarok per curarsi, ma viene colpita di nuovo e sviene, dopodiché Keara dichiara che è giunto il momento di vendicarsi. |                  |         |
| 11 | Il guaritore è preoccupato dalla brutalità di Norn! 「回復術士は、ノルン姫の蛮行に心を痛める！」 - Kaifuku jutsushi wa, norun hime no bankō ni kokoro o itameru! | 24 marzo 2021    |         |
| 11 | Keara scopre dai ricordi di Blade che Norn vuole attaccare Branicca in tre giorni. In seguito, Keara paralizza le gambe di Blade e la fa violentare da tre uomini su cui ha usato i suoi poteri, poi la uccidono e la mangiano, facendo tornare Ragnarok a essere una gemma. Riassunte le sue sembianze, Keyarga incontra un potente cavaliere di Jioral chiamato Trist Organ e noto come Occhio di Falco. Questi rimane impressionato dalle pozioni che ha venduto a Karman e lo invita a unirsi all'esercito ma invano. Rendendosi conto che è troppo forte per lui, Keyarga usa la gemma per creare una nuova arma, un guanto artigliato chiamato Georgius che può curare le ferite. Keyarga festeggia facendo sesso con Freia e Setsuna mentre Eve si masturba nella sua stanza. Il terzo giorno, Norn si stanca di cercare Blade e accusa i demoni di Branicca di aver fatto il lavaggio del cervello agli umani per farsi accettare, perciò ordina al suo esercito di ucciderli tutti. Dopo aver scoperto che tra le vittime c'è anche Karman, Keyarga si infuria e inizia a massacrare i soldati. Alla fine, Norn e Occhio di Falco si sorprendono di vedere un gigantesco ologramma di Freia, nei panni id Flare, nel cielo. |                  |         |
| 12 | Il guaritore inizia una nuova avventura! 「回復術士は、新たなる旅に出る！」 - Kaifuku jutsushi wa, arata naru tabi ni deru! | 31 marzo 2021    |         |
| 12 | Freia spiega che i non umani non sono nemici e i soldati si ritirano. Mentre Norn e Occhio di Falco fanno il punto della situazione, Keyarga fa irruzione nella stanza e combatte contro Occhio di Falco e lo uccide. Dopo aver fatto svenire Norn, Keyarga la imprigiona in un sotterraneo dove legge i suoi ricordi e scopre che è stata la mandante dell'attacco al suo villaggio. Quando si sveglia, Keyarga si sfoga per le ingiustizie subite e fa entrare Freia drogata e dice a Norn che se riuscirà a resistere a Freia che la lecca senza raggiungere l'orgasmo fino al mattino la libererà. Norn perde la sfida, Keyarga e Freia la violentano, poi cancella e altera i ricordi e il suo aspetto per trasformarla in Ellen, la sua sorellina innamorata di lui e riporta Freia alla normalità. Arriva Kureha e Keyarga le presenta Ellen, poi il ragazzo fa sesso con Freia, Setsuna, Ellen e Kureha mentre Eve si masturba. Keyarga decide che dovranno viaggiare fino a quando Eve non riuscirà a domare Caladrius e va a deporre dei fiori sulla tomba di Karman, dicendo di aver vendicato lui e Anna. Con Jioral ora allo sbando dopo la morte di Leonard, Blade e Occhio di Falco e i presunti omicidi di Flare e Norn, il re Proum assegna a Bullet il compito di fermare Keyarga. Alla fine, Keyarga si rende conto che sta iniziando ad affezionarsi alle sue ragazze, ma afferma che non avrà pace fino a quando non si vendicherà di Bullet e porrà fine alla tirannia di Jioral. |                  |         |

#### Pubblicazioni
Gli episodi sono stati raccolti in tre volumi BD/DVD, distribuiti in Giappone per il mercato home video tra il 24 marzo e il 26 maggio 2021.
| Volume | Episodi | Data di pubblicazione |
| ------ | ------- | --------------------- |
| 1      | 1–4     | 24 marzo 2021         |
| 2      | 5–8     | 28 aprile 2021        |
| 3      | 9–12    | 26 maggio 2021        |

## Accoglienza

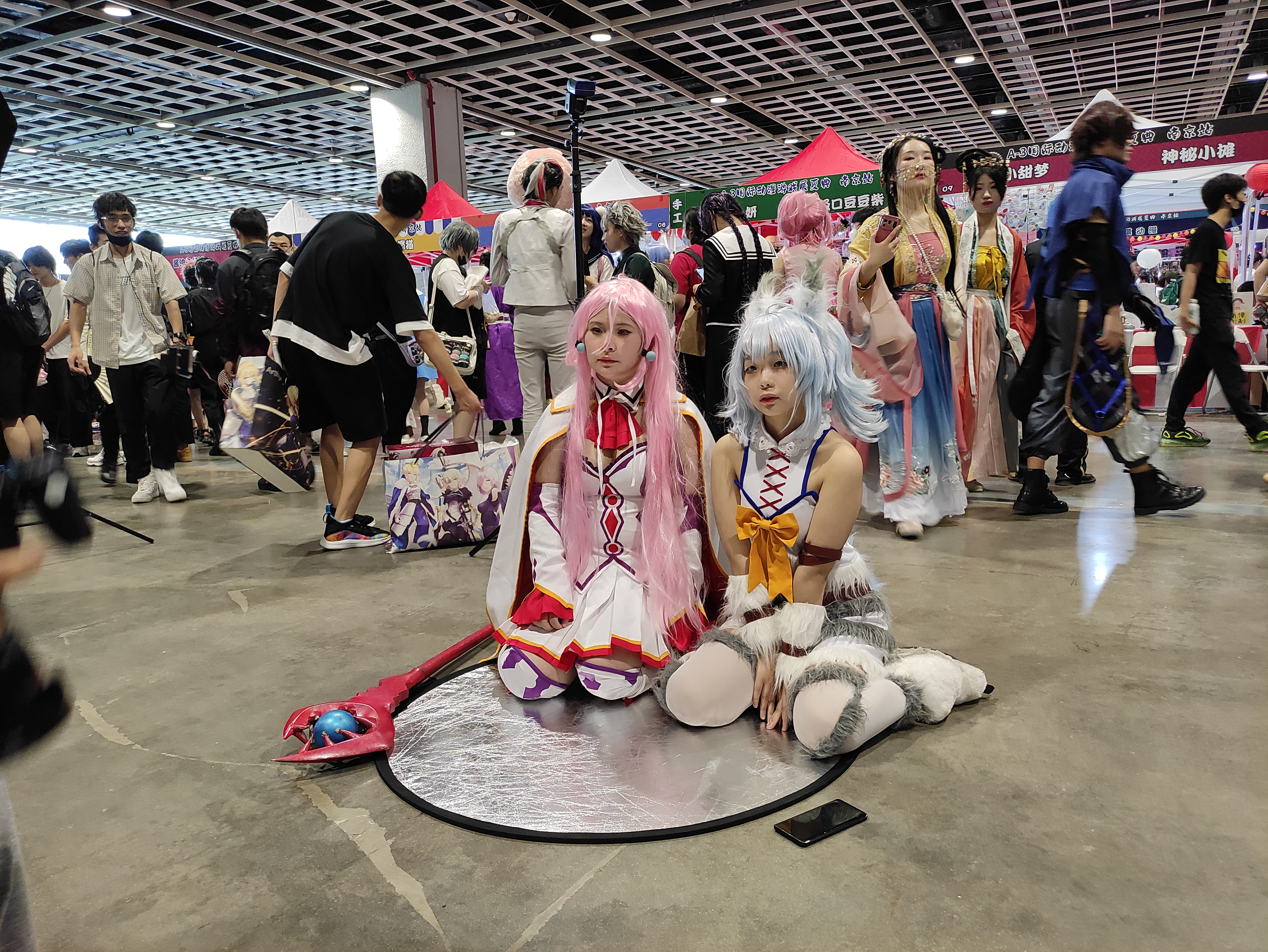
Cosplayer di Flare e di Setsuna

### Light novel e manga
La serie di light novel ha oltre 800 000 copie stampate. Sia la light novel che il manga sono diventati più popolari grazie all'uscita dell'anime, il che ha portato a un aumento delle vendite delle copie digitali e a diverse ristampe cartacee oltre che per la candidatura in due categorie dei premi per le migliori light novel del 2020 ai Kadokawa Awards. Diversi volumi del manga si sono anche classificati nella top ten delle classifiche dei manga di Amazon Japan. Nel maggio 2021, sia la light novel che il manga messi insieme avevano superato più di 2.3 milioni di copie in circolazione.

### Anime
Durante la sua trasmissione, l'adattamento anime di Redo of Healer ha goduto di buoni ascolti e ha ottenuto una percentuale di spettatori di sesso femminile superiore alla media e Rui Tsukiyo ha espresso il suo stupore su Twitter.
I redattori di Anime News Network hanno criticato la serie per avere un'ambientazione ispirata a un gioco di ruolo fantasy "generico" simile alle popolari serie isekai e per giustificazioni "artificiose" nel corso della storia per il tema ricorrente della vendetta. In Germania, il box Blu-ray è diventato best seller .
La serie animata ha inoltre suscitato diverse polemiche da parte degli spettatori, in particolare per la sua rappresentazione della violenza estrema e per la quantità gratuita di scene di sesso e stupri, dove la maggior parte di questi elementi sono stati spesso utilizzati come espedienti narrativi, specialmente nei primi due episodi. Nella guida all'anteprima degli anime dell'inverno 2021 di Anime News Network, la serie è stata stroncata dalla maggior parte dei redattori per il suo concetto ricorrente di "stupro e vendetta", un aspetto delle light novel che aveva già suscitato prima della trasmissione dell'anime. Durante il simulcast della serie in Germania, AniMoon Publishing ha deciso di rimuovere l'anime dal palinsesto dopo la trasmissione dell'episodio 2, chiedendo scusa agli spettatori per via dei contenuti troppo violenti presentati nel corso della puntata.